# فيري III
|}كانت شركة Fairey Aviation Company Fairey IIIعائلة من طائرات الاستطلاع البريطانية التي تتمتع بتاريخ طويل جدًا من الإنتاج والخدمة في كل من الطائرات البرية والطائرات المائية. كانت أول رحلة طيران في 14 سبتمبر 1917، كانت الأمثلة لا تزال قيد الاستخدام خلال الحرب العالمية الثانية.

## التصميم والتطوير
كان النموذج الأولي لـ Fairey III هو الطائرة العائمة N.10 ، التي تم تصميمها وبناؤها في عام 1917 بواسطة Fairey Aviation (جنبًا إلى جنب مع N.9 الأصغر لتلبية مواصفات الأميرالية N.2) للطائرة المائية القائمة على الناقل لـ الخدمة الجوية البحرية الملكية خلال الحرب العالمية الأولى. N.10، المعروفة أيضًا برقم المصمم F.128، كان عبارة عن طائرة ذات طابقين ذات جناحين مع أجنحة قابلة للطي ومدعومة بمحرك Sunbeam Maori  بقوة260 حصان (190 كيلو واط). حلقت الطائرة لأول مرة من محطة بورت فيكتوريا للطائرات المائية على جزيرة غرين، كينت في 14 سبتمبر 1917.
بعد الإختبارات على حد سواء كطائرة عائمة وبهيكل سفلي تقليدي بعجلات، تم تقديم أوامر الإنتاج لنسختين مدعومين من قبل ماوري، IIIA و IIIB ، مع تخطيط 50 و 60 طائرة، على التوالي. كانت طائرة Fairey IIIA عبارة عن طائرة استطلاع تهدف إلى العمل من حاملات الطائرات، وعلى هذا النحو كانت مزودة بهيكل سفلي بعجلات أو منزلق، في حين أن IIIB كان مقصودًا أن تكون قاذفة عائمة، مع امتداد أكبر (زاد من 46 قدم 2 في / 14.19 م إلى 62 قدم 9 في / 19.13 م) الأجنحة العلوية وتحمل ثلاث قنابل بوزن 230 رطل (105 كجم). في حين تم بناء جميع الـ 50 IIIAs ، تم الانتهاء من 28 فقط من IIIBs على النحو المنشود، كطائرة عائمة قاذفة / استطلاع جديدة محسّنة، كان Fairey IIIC متاحًا، تم إنتاج 36 منها، والتي عادت إلى أجنحة قصيرة متساوية الامتداد مثل IIIA ولكن كان مدعومًا بـقوة 375 حصان (280 كيلو واط)أكثر قوة وموثوقية  محرك Rolls-Royce Eagle VIII ولا يزال بإمكانه حمل حمولة قنبلة مفيدة. تم الانتهاء من العديد من IIIBs باعتبارها IIICs.
كان أول نموذج إنتاج رئيسي هو IIID ، والذي كان IIIC محسّنًا، مع توفير عضو طاقم ثالث وقادر على تزويده إما بطائرة عائمة أو بهيكل سفلي تقليدي بعجلات. حلقت لأول مرة في أغسطس 1920 ،  مدعومة برولز رويس إيجل، والإنتاج الأولي لذراع الأسطول الجوي، جنبًا إلى جنب مع الطائرات المنتجة لأستراليا والبرتغال احتفظت بالنسر، بينما تم تشغيل الطائرات اللاحقة من قبل نابير ليون الأكثر قوة. كانت المتغيرات البحرية عادة ذات ثلاثة مقاعد؛ يمكن طي الطيار والمراقب والمدفعي والأجنحة للخلف بالتوازي مع جسم الطائرة للتخزين على متن السفينة. في تكوين الطائرة العائمة، سيتم إطلاق Fairey IIIs المحمولة على متن حاملة من سطح السفينة باستخدام عربة وستهبط على الماء عند عودتها. يمكن أيضًا أن تكون الطائرة العائمة Fairey III منجنيقًا - تُطلق من سفينة. كان لدى IIID جسم خشبي مغطى بالقماش وعادة ما يكون خشبيًا ذو شفرتين ومروحة ثابتة الميل. تم بناء واحد IIID بأجنحة وعوامات معدنية. تم إنتاج ما مجموعه 207 IIID من أجل Fleet Air Arm و RAF (سلاح الجو الملكي)، مع 20 أخرى يتم بناؤها للتصدير.

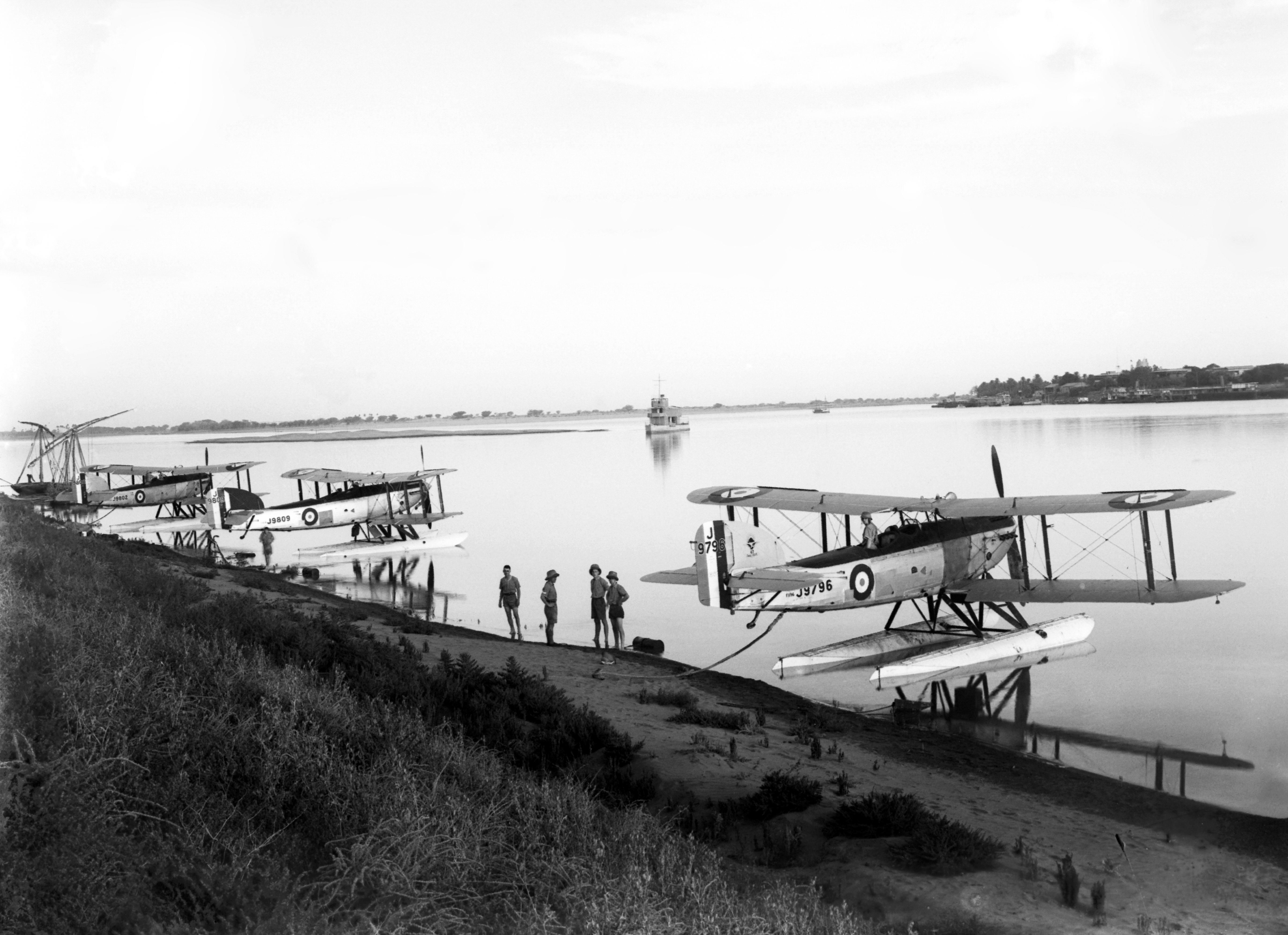
IIIF سرب من 47 على النيل الأزرق بالخرطوم عام 1930

Fairey III طائرة عائمة (G-EALQ) مع قوة 450 حصان دخل نابير ليون في مسابقة البرمائيات التجارية لوزارة الطيران في سبتمبر 1920.
كان النموذج الأخير من طراز Fairey IIIs الأكثر إنتاجًا واستمرارية، وهو IIIF ، الذي تم تصميمه لتلبية مواصفات وزارة الطيران 19/24 لطائرة مراقبة / استطلاع بثلاثة مقاعد لذراع الأسطول الجوي وطائرة ذات مقعدين للأغراض العامة لسلاح الجو الملكي. كان IIIF ، الذي حلّق لأول مرة في 20 أبريل 1926 ،  مزودًا بتركيب محرك أكثر انسيابية وكان في البداية هيكلًا من المعدن والخشب المختلط، مع أجنحة مماثلة لـ IIID ، على الرغم من أن طائرات الإنتاج اللاحقة كانت مزودة بجسم وأجنحة معدني بالكامل.
تم تشغيل أكثر من 350 IIIFs من قبل Fleet Air Arm ، مما يجعلها أكثر أنواع الطائرات المستخدمة على نطاق واسع في خدمة Fleet Air Arm بين الحربين  وأيضًا ثاني أكثر الطائرات العسكرية البريطانية إنتاجًا في سنوات ما بين الحربين خلف Hawker Hart الأسرة.
تم تعديل ثلاثة IIIFs كمدرب مدفعي يتم التحكم فيه عن طريق الراديو، يُعرف باسم Fairey Queen . كان Fairey IIIF أيضًا أساسًا لتطوير <b>Gordon</b> و <b>Seal</b> .

## التاريخ التشغيلي

### الإصدارات القديمة
وشهدت IIIA و IIIB خدمة محدودة في نهاية الحرب، مع استخدام بعض IIIBs في مهمة الكشف عن الألغام من محطة الطائرات المائية في Westgate-on-Sea. دخلت IIIC الخدمة في نوفمبر 1918 ، لكنها لم تنفذ أي دوريات قتالية بسبب الهدنة التي أنهت الأعمال العدائية مع ألمانيا. تم نشر سبعة IIICs في أرخانجيلسك في عام 1919 بواسطة الطائرة المائية أتش أم أس Pegasus لدعم قوة المشاة الشمالية الروسية. تم استخدامهم لتنفيذ هجمات بالقنابل ضد النقل البحري والسكك الحديدية البلشفية.

### IIID
تم تشغيل IIID من قبل سلاح الجو الملكي والأسطول الجوي بالإضافة إلى الطيران البحري البرتغالي (11 طائرة) والقوات الجوية الأسترالية.

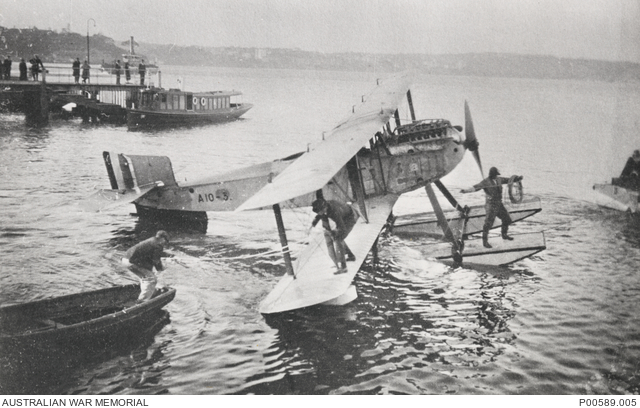
طائرة عائمة Fairey IIID أثناء طواف حول أستراليا في عام 1924

تلقت أستراليا ستة IIIDs ، تم تسليم أولها في أغسطس 1921. في عام 1924 ، تم منح ثالث طائرات IIID الأسترالية، المعينة ANA.3 (أو الطائرات البحرية الأسترالية)، التي يقودها ستانلي غوبل (نائب المارشال الجوي لاحقًا) وإيفور ماكنتاير حصل على جائزة بريتانيا من قبل Royal Aero Club للإبحار حول أستراليا في 44 يومًا. ظل معهد IIID في الخدمة الأسترالية حتى عام 1928.
طلبت البرتغال أول IIIDs في عام 1921. تم استخدام طائراتها الأولى، التي تم تعديلها إلى F.400 وأطلق عليها اسم "Lusitânia"، لمحاولة الطيران عبر جنوب المحيط الأطلسي وإظهار نظام الملاحة الجوية الجديد الذي ابتكره الملاح Gago Coutinho . بدأت الرحلة في 30 مارس 1922 (يوم الطيارين في البرتغال)، وتوقفت في لاس بالماس، وساو فيسنتي ، والرأس الأخضر، وحققت الهدف الملاحي الرئيسي لسانت بيتر وبول روكس، حيث فقدت أثناء التزود بالوقود. تم الانتهاء من الرحلة باستخدام طائرتين قياسيتين أخريين (فقدت الثانية على الفور في البحر)، لتكمل أول عبور جوي لجنوب المحيط الأطلسي، بعد 72 يومًا من مغادرتهم لشبونة. آخر طائرة، «سانتا كروز»، معروضة حاليًا في متحف مارينها في البرتغال.
دخلت IIID خدمة Fleet Air Arm Service في عام 1924 ، وتعمل من قواعد ساحلية وحاملات طائرات وعوامات حتى تم استبدالها بـ IIIF في عام 1930. استخدمت رحلة الطيران RAF Cape أربع طائرات IIID للقيام برحلة تشكيل بعيدة المدى من القاهرة إلى كيب تاون والعودة في عام 1926 ، وهي أول رحلة تشكيل بعيدة المدى من قبل سلاح الجو الملكي البريطاني وأول رحلة لسلاح الجو الملكي البريطاني إلى جنوب إفريقيا. تم استخدام الأسطول الجوي IIIDs للدفاع عن المصالح البريطانية في شنغهاي ضد المتمردين الصينيين في عام 1927.

### IIIF

Fairey IIIF من سلاح الجو النيوزيلندي الدائم

دخلت IIIF الخدمة مع سلاح الجو الملكي البريطاني في مصر ومع رحلات الأسطول الجوي المنجنيق في عام 1927،  ومع القوات الجوية الملكية النيوزيلندية بعد فترة وجيزة. استخدم سلاح الجو الملكي البريطاني IIIF لتجهيز أسراب الأغراض العامة في مصر والسودان وعدن والأردن، حيث أثبتت قدرته على العمل من كل من العجلات والعوامات أنها مفيدة، بينما قامت Westland Wapiti المعاصرة بأدوار مماثلة في العراق والهند. على هذا النحو، تم استخدام IIIFs للشرطة الاستعمارية وكذلك المشاركة في المزيد من الرحلات الجوية الطويلة. استخدم سلاح الجو الملكي البريطاني أيضًا IIIF ليحل أخيرًا محل Airco DH.9A في دور Day-Bomber ، وفي غياب القوارب الطائرة طويلة المدى الكافية للقيام بمهام الدوريات البحرية بواسطة السرب 202 من Hal Far Malta.
في ذراع الأسطول الجوي، حلت IIIF محل IIID كطائرة استطلاع، تعمل على عوامات من طرادات البحرية الملكية والبوارج، وبعجلات، من حاملات الطائرات أتش أم أس Furious ، Eagle ، Courageous ، Glorious ، Hermes.
بقيت IIIF في خدمة الخط الأمامي حتى ثلاثينيات القرن الماضي، مع آخر سرب من سلاح الجو الملكي البريطاني، سرب 202، أعاد تجهيزه مع Supermarine Scapas في أغسطس 1935 ،  وسرب الأسطول الجوي الأخير، سرب 822 احتفظ بالسرب IIIF حتى عام 1936. ظل IIIF قيد الاستخدام في أدوار الخط الثاني، وعلى الرغم من إعلانه عفا عليه الزمن في عام 1940 ،  كان البعض لا يزال قيد الاستخدام كقاطرات مستهدفة حتى عام 1941.

### الاستخدام المدني
تم شراء النموذج الأولي الأول من قبل Fairey في عام 1919 ، والمزود بأجنحة جديدة مفردة ومحرك Napier Lion ودخل في سباق 1919 Schneider Trophy ، في 10 سبتمبر. تم التخلي عن السباق بسبب الضباب.
تم إضفاء الطابع المدني على أربعة IIICs ، بعضها مع قمرة قيادة إضافية بين الاثنين القياسيين وأحيانًا مع قمرة القيادة الخلفية الموسعة. حمل أحدهم خمسة ركاب، وواحد في قمرة القيادة الإضافية وأربعة في الخلف. واحد من ثلاثة مقاعد مدنية IIIC
(G-EBDI) كان جزءًا من ديلي نيوز برعاية طائرات متعددة حول رحلة العالم في عام 1922 ، مع نورمان ماكميلان و WT Blake والمصور السينمائي GH Malins. فقدت الطائرة التي كان على متنها ماكميلان ومالينز أخيرًا بين لاخيديا شار وتشيتاجونج، لكن تم إنقاذ الطاقم.
تم استخدام عدد صغير من IIIDs و IIIFs المدنية لأداء مهام المسح في عشرينيات وثلاثينيات القرن الماضي، بينما في أكتوبر 1934 تم إدخال IIIF واحد في سباق MacRobertson الجوي، ووصل إلى خط النهاية في ملبورن ولكن بعد فوات الأوان ليتم تصنيفها على أنها تكمل سباق.

## المتغيرات

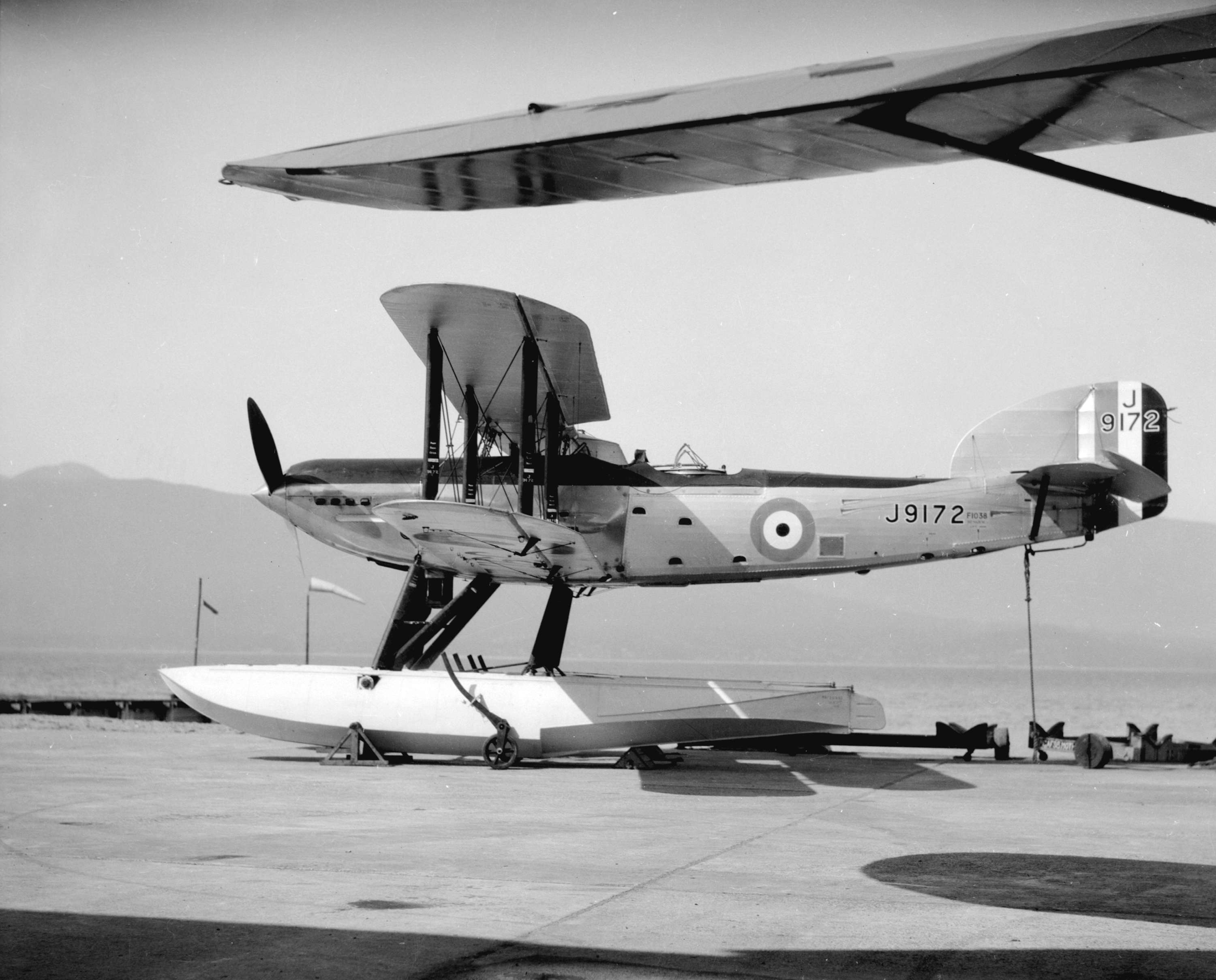
Fairey III F IV - مثال واحد يستخدمه RCAF للاختبار

Fairey رقم 10
أول نموذج أولي لـ Fairey III.
Fairey IIIA
طائرة استطلاع ثنائية السطح ذات مقعدين، مدعومة بـ 260 حصان (190 كيلو واط) محرك مكبس Sunbeam Maori II V-12 ؛ 50 مبني.
Fairey IIIB
دورية من ثلاثة مقاعد، قاذفة قنابل مائية، مدعومة بمحرك مكبس Sunbeam Maori II V-12 ، كان لها نفس جسم الطائرة مثل IIIA ولكن الزعنفة والجناح والدفة كانت بها مساحة أكبر، كما كانت بها عوامات أكبر ثم IIIA ؛ 30 مبني.
Fairey IIIC
طائرة استطلاع ذات مقعدين وقاذفة وطائرة مائية للأغراض العامة، مدعومة بطائرة 375 حصان (280 كيلو واط) محرك مكبس Rolls-Royce Eagle V-12 ؛ 36 بني.
Fairey IIID
طائرة ذات سطحين ذات مقعدين للأغراض العامة، تعمل بمحرك 375 حصان (280 كيلو واط) Rolls-Royce Eagle V-12 أو 450 حصان (336 كيلو واط) محرك مكبس Napier Lion W-12 ؛ 227 بني.
Fairey IIIE
تستخدم التسمية أحيانًا لطائرات الاستطلاع ذات المحرك الشعاعي والطائرات ذات الأغراض العامة من طراز Fairey Ferret . ثلاثة بنيت.
Fairey IIIF
طائرة ذات سطحين للأغراض العامة ذات مقعدين أو طائرة استطلاع ثنائية السطح ذات مقعدين، تعمل بمحرك مكبس Napier Lion W-12.
Fairey IIIF عضو الكنيست
أول نسخة إنتاجية من Fairey IIIF. طائرة استطلاع ذات سطحين من ثلاثة مقاعد، مدعومة بمحرك مكبس Napier Lion VA W-12، مصنوع من الخشب المركب والبناء المعدني. 55 بني.
Fairey IIIF Mk.I عضو الكنيست الثاني
طائرة ذات سطحين استطلاع ذات ثلاثة مقاعد، مدعومة بمحرك مكبس Napier Lion XIA W-12، مصنوع من الخشب المركب والبناء المعدني؛ 33 بني.
Fairey IIIF Mk.II
طائرة ذات سطحين للاستطلاع ومراقبين بثلاثة مقاعد، تعمل بمحرك مكبس Napier Lion XIA ، مع هيكل معدني بالكامل مغطى بالقماش؛ 291 بني.
Fairey IIIF Mk.III
طائرة ذات سطحين للأغراض العامة ذات مقعدين لسلاح الجو الملكي البريطاني، في كل من البناء المركب والإصدارات المعدنية بالكامل. مدعوم بمحرك مكبس Napier Lion XIA W-12 ؛ 243 بني.
Fairey IIIF Mk.V
التعيين الأصلي لجوردون.
Fairey IIIF Mk.VI عضو الكنيست السادس
التسمية الأصلية للختم.
Queen IIIF
طائرات تدريب مدفعية يتم التحكم فيها عن بُعد؛ ثلاثة بنيت.
Fairey IIIM
النسخة المدنية ثلاثة بني.
Fairey F.400
تم تسليم أول IIID (الرقم التسلسلي للمصنعين F.400) للبحرية البرتغالية كمتغير خاص بعيد المدى مع امتداد جناح ممتد يبلغ 61 قدمًا. تمت الإشارة إليها أيضًا باسم Fairey Transatlantic وأطلق عليها اسم Luzitania عندما تم استخدامها لمحاولة الطيران عبر جنوب المحيط الأطلسي في عام 1922 ، وتوقف في Las Palmas ، São Vicente ، الرأس الأخضر قبل أن تضيع في محطة للتزود بالوقود في Saint بيتر وبول روكس.

## العاملين
أستراليا
- سلاح الجو الملكي الأسترالي - IIID (ستة أمرت في الأصل من قبل البحرية الملكية الأسترالية ولكن تم نقلها إلى القوات الجوية المشكلة حديثًا)

 الأرجنتين
- الطيران البحري الأرجنتيني - اشترى ستة IIIF MkIIIM (خاص) مدعومًا بـ 450 حصان (336 كيلو واط) محرك لورين ديتريش Ed12 في عام 1928. دخلوا الخدمة في عام 1929. أعيد تصميم الطائرات المتبقية مع أرمسترونج سيدلي بانثرز في عام 1935 ، مع تقاعد آخر طائرة في عام 1942.[34]

 Canada
- سلاح الجو الملكي الكندي - طائرة واحدة من طراز Fairey IIIC ، وطائرة IIIF واحدة

 تشيلي
- سلاح الجو التشيلي - IIIF
- البحرية التشيلية - IIIF

 Egypt
- اشترت مصر IIIF واحدًا في عام 1939.[35]

 اليونان
- القوة الجوية اليونانية
- البحرية اليونانية - IIIF [35]

 أيرلندا
- سلاح الجو الأيرلندي - اشترى IIIF MkII واحدًا في عام 1928 ، ودُمر في حادث تحطم في عام 1934.[35]

 هولندا
- خدمة الطيران البحرية الهولندية - IIID

 نيوزيلندا
- القوات الجوية الملكية النيوزيلندية - اشترت نيوزيلندا طائرتين من طراز IIIF MkIIIMs في عام 1928 ، مضيفةً أخرى في عام 1933 ، مع بقاء واحدة مستخدمة في عام 1940.[35]

 البرتغال
- سلاح الجو البرتغالي
- الطيران البحري البرتغالي - IIID

 الاتحاد السوفيتي
- سلاح الجو السوفيتي - طائرة واحدة من طراز Fairey IIIF ، تُستخدم للاختبارات والتجارب.

 السويد
- البحرية الملكية السويدية - IIID

 المملكة المتحدة
- سلاح الجو الملكي - IIIA ، IIIB ، IIIC ، IIIF [36]
  - رقم 8 سرب سلاح الجو الملكي البريطاني
  - رقم 14 سرب سلاح الجو الملكي البريطاني
  - رقم 22 سرب سلاح الجو الملكي البريطاني
  - رقم 24 سرب سلاح الجو الملكي البريطاني
  - رقم 35 سرب سلاح الجو الملكي البريطاني
  - رقم 45 سرب سلاح الجو الملكي البريطاني
  - رقم 47 سرب سلاح الجو الملكي البريطاني
  - رقم 202 سرب سلاح الجو الملكي البريطاني
  - رقم 203 سرب سلاح الجو الملكي البريطاني
  - رقم 207 سرب سلاح الجو الملكي البريطاني
  - رقم 219 سرب سلاح الجو الملكي البريطاني
  - رقم 229 سرب سلاح الجو الملكي البريطاني
  - رقم 230 سرب سلاح الجو الملكي
  - رقم 267 سرب سلاح الجو الملكي البريطاني
- ذراع الأسطول الجوي - IIID ، IIIF
  - 820 سرب جوي بحري
  - 822 سرب جوي بحري
  - 823 سرب جوي بحري
  - 824 سرب جوي بحري
  - 825 سرب جوي بحري

## طائرات على قيد الحياة

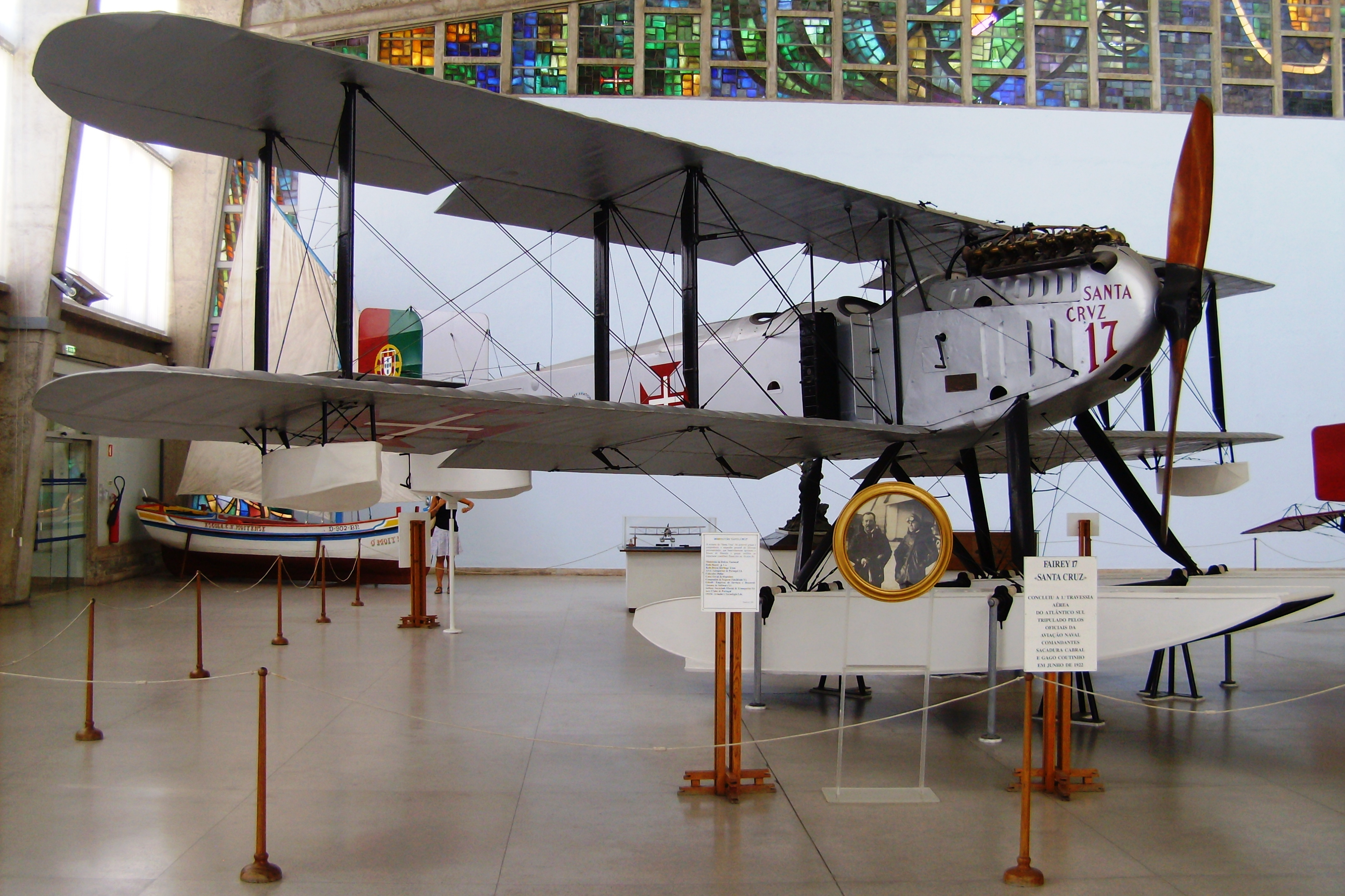
تم الحفاظ على Fairey IIID في متحف Marinha البرتغالي

تم الاحتفاظ بمثال واحد من Fairey III في Museu de Marinha في البرتغال (المتحف البحري). هذه هي الطائرة التي أنهت أول عبور جوي لجنوب المحيط الأطلسي. يحتوي متحف ذراع الأسطول الجوي البريطاني على جسم الطائرة.

## المواصفات (Fairey IIIF Mk.IV)
- Crew: 2-3
- Length: 34 ft 4 in (10.46 m) [37]
- Wingspan: 45 ft 9 in (13.94 m)
- Height: 12 ft 5 in (3.78 m)
- Wing area: 439 sq ft (40.8 m2)
- Empty weight: 3,855 lb (1,749 kg) [38]
- Gross weight: 6,041 lb (2,740 kg)

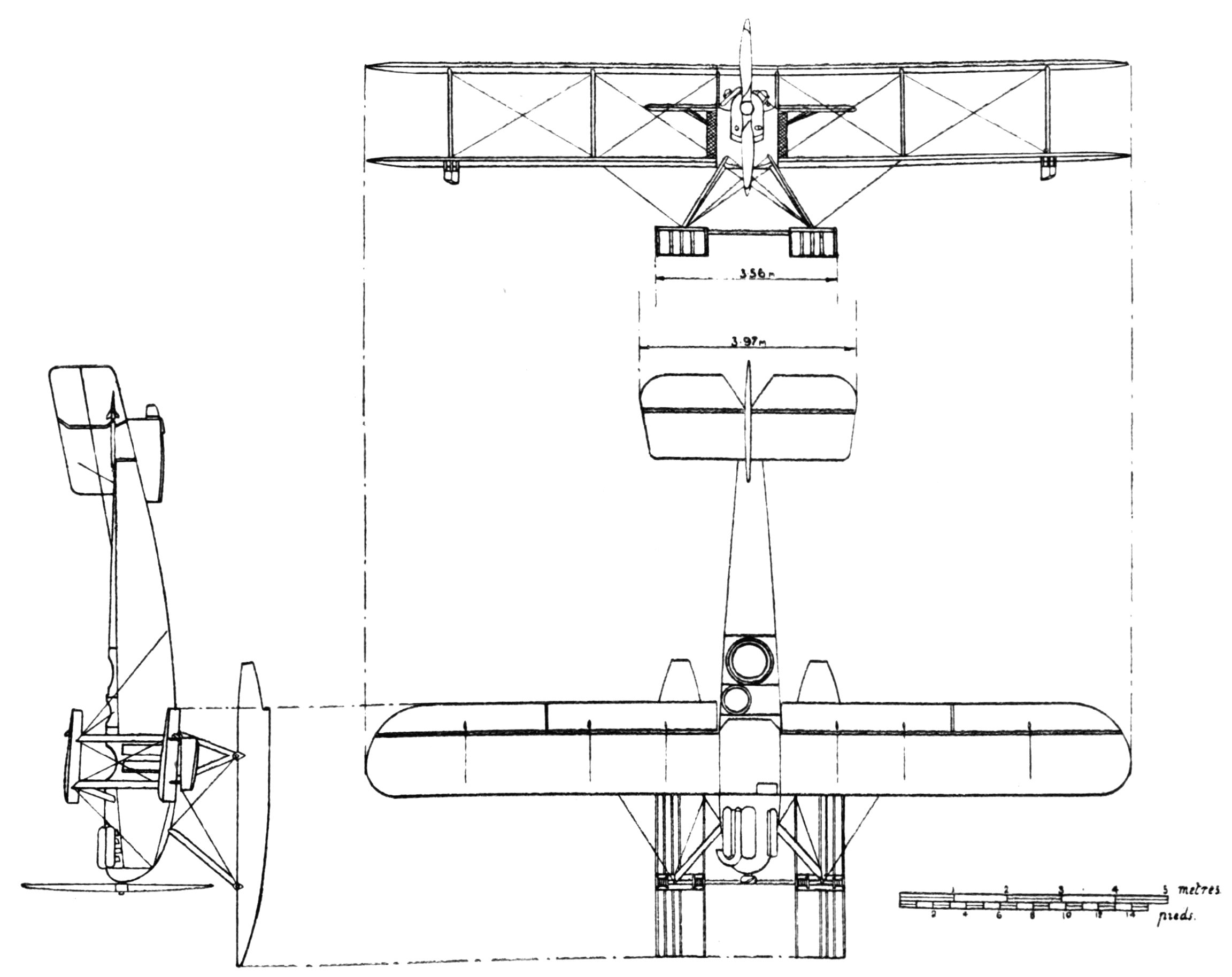
فيري الثالث 3 مشاهد رسم من L'Aéronautique مايو ، 1926

- Powerplant: 1 × Napier Lion XI W-12 water-cooled piston engine, 570 hp (430 kW)
- Propellers: 2-bladed fixed-pitch propeller

Performance
- Maximum speed: 120 mph (190 km/h, 100 kn) at 10,000 ft (3,048 m)
- Range: 1,520 mi (2,450 km, 1,320 nmi) maximum fuel, no bombs
- Service ceiling: 20,000 ft (6,100 m)
- Rate of climb: 833 ft/min (4.23 m/s)
- Wing loading: 13.8 lb/sq ft (67 kg/m2)
- Power/mass: 0.094 hp/lb (0.155 kW/kg)

Armament
- Guns:

- 1 × forward firing .303 in (7.7 mm) Vickers machine gun
- 1 × .303 in (7.7 mm) سلاح لويس in flexible mount for observer

- Bombs:

- Up to 500 lb (227 kg) bombs can be carried under wings

## أنظر أيضا
- Fairey Gordon
- Fairey Seal

### فهرس
- جرانت، جيمس ريتشي. «عكس اتجاه عقارب الساعة: أستراليا الطريق الخطأ». متحمس الهواء ، العدد 82، يوليو - أغسطس 1999 ، ص. 60-63.ISSN 0143-5450
- هالي، جيمس جيه. أسراب سلاح الجو الملكي . تونبريدج، المملكة المتحدة: طيران بريطانيا (مؤرخون)، 1980.(ردمك 0-85130-083-9)رقم ISBN 0-85130-083-9 .
- إسحاق، كيث. «Fairey IIID في أستراليا». متحمس الهواء ، العدد ٢٤، أبريل - يونيو 1984. ص. 40-49.ISSN 0143-5450ISSN 5450-0143 .
- جاكسون، AJ British Civil Aircraft منذ عام 1919: المجلد 2 . لندن: بوتنام، 1973.(ردمك 0-370-10010-7)رقم ISBN 0-370-10010-7 .
- جاريت، فيليب. «قاعدة البيانات: Fairey IIIF». طائرة ، نوفمبر 2011 ، المجلد 39، العدد 11، العدد 463. لندن: مجموعة كيلسي للنشر. ص. 69-85. ISSN 0143-7240.
- جاريت، فيليب. «Fairey IIIF: الجزء 1». طائرة شهرية ، مارس 1994 ، المجلد 22، العدد 3، العدد 251. لندن: IPC. ص. 58-63. ISSN 0143-7240.
- جاريت، فيليب. «Fairey IIIF: الجزء 2». طائرة شهرية ، أبريل 1994، المجلد 22، العدد 4، العدد 252. لندن: IPC. ص. 50-55. ISSN 0143-7240.
- ميسون، فرانسيس ك.المفجر البريطاني منذ عام 1914 . لندن: بوتنام، 1994.(ردمك 0-85177-861-5)رقم ISBN 0-85177-861-5 .
- تايلور، HA Fairey Aircraft منذ عام 1915 . لندن: بوتنام، 1988.(ردمك 0-370-00065-X)رقم ISBN 0-370-00065-X .
- أوين ثيتفورد. الطائرات البحرية البريطانية منذ عام 1912 . لندن: بوتنام، الطبعة الرابعة 1978.(ردمك 0-370-30021-1)رقم ISBN 0-370-30021-1 .
- أوين ثيتفورد. «Fairey IIIF و Gordon في الخدمة: الجزء 1». طائرة شهرية ، مايو 1994، المجلد 22، العدد 5، العدد 253. لندن: IPC. ص. 32-38. ISSN 0143-7240.

## روابط خارجية
- Fairey IIIF في الخدمة اليونانية

قالب:Fairey aircraftقالب:ADF aircraft designations